# Ali Hasan Salama
ʿAlī Ḥasan Salāma (in arabo علي حسن سلامة‎?; Qula, 1º aprile 1941 – Beirut, 22 gennaio 1979) è stato un terrorista e militare palestinese.

## Biografia
ʿAlī Ḥasan Salāma è stato il capo delle operazioni di Settembre Nero. Anche fondatore di Forza 17, con il nome di battaglia di Abū Ḥasan organizzò l'attentato di Monaco del 1972 e altri attacchi guerriglieri e politici. Figlio del guerrigliero e terrorista palestinese Ḥasan Salāma, ʿAlī Ḥasan Salāma fu soprannominato "il Principe Rosso", sia per la sua agiatezza economica sia per la sua appartenenza a una delle famiglie più in vista dell'alta borghesia palestinese.
Sfuggito a numerosi attentati israeliani, ʿAlī Ḥasan Salāma fu ucciso con un "omicidio mirato" il 22 gennaio 1979 a Beirut, a bordo della Chevrolet station wagon su cui viaggiava con altri 4 palestinesi, dall'esplosione di una bomba posta su un'autovettura Volkswagen parcheggiata su Rue Verdun, dopo che Salama era uscito dall'abitazione di sua moglie, Georgina Rizk, già Miss Libano e poi Miss Universo nel 1971. L'attentato fu organizzato dal Mossad israeliano come ritorsione (Operazione Ira di Dio) per il massacro di Monaco del 1972. Altre otto persone furono falciate dall'esplosione.
Si ritiene che il Mossad abbia reclutato a tal fine Erika Chambers, una cittadina britannica. La Chambers viaggiava nel Vicino Oriente con un'organizzazione benefica per soccorrere i rifugiati palestinesi. Avrebbe organizzato un incontro con ʿAlī Ḥasan Salāma a Beirut, in cui il governo libanese gli aveva assicurato rifugio. La Chambers venne così a conoscenza dell'itinerario seguito da Salama. Nell'autovettura parcheggiata lungo la strada da lui percorsa venne piazzata una bomba composta da 100 kg di esplosivo. Al suo passaggio la Chambers diede il segnale o attivò direttamente il dispositivo che fece esplodere la carica, ferendo a morte ʿAlī Ḥasan Salāma e uccidendo quattro delle sue guardie del corpo. Furono uccisi anche quattro passanti e altre 18 persone rimasero ferite. Tra le vittime anche una governante tedesca e uno studente britannico.